# O utrzymaniu ludzi starszych
O utrzymaniu ludzi starszych – pierwsza polska praca z zakresu gerontologii, która ukazała się w 1806. Autorem był Józef Filipecki – lekarz z Warszawy.